# 1. Casseler BC Sport 1894
1. Casseler BC Sport 1894 is een Duitse voetbalclub uit Kassel, deelstaat Hessen. Tot aan de Tweede Wereldoorlog speelde de club met enkele onderbrekingen altijd in de hoogste klasse en tot midden jaren zeventig nog in de derde of vierde klasse en zakte daarna weg.

## Geschiedenis
De club werd op 15 april 1894 opgericht in het restaurant Insel Helgoland. De club was niet de eerste club van de stad, maar is nu wel de oudste nog bestaande club en zelfs een van de oudste van Hessen. Er werd gespeeld op een terrein dat gedeeld werd met de clubs Borussia, Teutonia en Hermannia.
Op 8 december 1903 was de club medeoprichter van de Casselse voetbalbond. De club trok zich echter voor de start van het kampioenschap terug en verliet in 1904 de bond. Hierna werd de club lid van de West-Duitse voetbalbond en ging daar in de Hessische competitie spelen vanaf 1906. De club draaide de eerste jaren mee in de top drie maar kon het niet halen van Casseler FV 1895 en Borussia Fulda. Na enkele plaatsen in de middenmoot werd de club kampioen in 1917, maar er was geen verdere eindronde meer omwille van de Eerste Wereldoorlog.
In 1919 werd de competitie opmgedoop in Hessen-Hannover. Na één seizoen werd de competitie in drie reeksen opgesplitst en BC Sport werd met vijf punten voorsprong op SV 06 Kassel groepswinnaar. Na nog een overwinning op VfB Marburg werd de club kampioen en plaatste zich voor de West-Duitse eindronde, waar de club vierde werd op vijf clubs. Het volgende seizoen won TSV 1848 Cassel de titel met één punt voorsprong en het jaar daarna eindigde de club samen met rivaal SV Kurhessen 1893 op de eerste plaats en verloor de beslissende wedstrijd om de groepswinst met 4:0. Ook de volgende twee jaar werd de club tweede, maar in 1924/25 mocht de club wel verder naar de eindronde voor vicekampioenen, waar ze met 4:1 verloren van VfR rrh. 1904 Köln. In 1925/26 won de club opnieuw de titel, maar kon ook nu geen rol van betekenis spelen in de eindronde. Hierna gingen de resultaten bergaf tot een degradatie volgde in 1928/29. Na één seizoen promoveerde de club en eindigde samen met Borussia Fulda op de eerste plaats, maar verloor de beslissende wedstrijd om de titel. Het volgende seizoen werd de club echter slachtoffer van competitiehervorming en degradeerde ondanks een zesde plaats op elf clubs.
In 1933 kwam de NSDAP aan de macht in Duitsland en voerde de Gauliga in als hoogste klasse. Ondanks het feit dat BC Sport in de tweede klasse speelde werd de club toch opgenomen in de Gauliga Hessen en eindigde in het eerste seizoen net boven de degradatiezone. Het volgende seizoen werd de club echter laatste. In 1937 promoveerde BC Sport weer en kon het behoud net verzekeren. In 1939 werd de club voorlaatste, maar omdat de competitie met twee clubs uitgebreid werd degradeerde de club niet. In 1940/41 werd de club groepswinnaar en plaatste zich voor de finale tegen Borussia Fulda. Na een 2:1 thuisoverwinning kreeg de club in Fulda een 8:3 pandoering en moest genoegen nemen met een tweede plaats. Na dit seizoen ging de club in de Gauliga Kurhessen spelen en werd nu derde. In 1943 ging de club een tijdelijke oorlogsfusie aan met BV Kassel 06.
Na de oorlog werden alle Duitse voetbalclubs ontbonden. Er kwam een nieuwe club SG Blau-Weiß Kassel, die de opvolger was van zowel BC Sport als BV 06 en TuSpo Waldau. De club nam kort daarna weer de oorspronkelijke naam aan en slorpte het vroegere BV 06 op.
De club plaatste zich niet voor de Landesliga Hessen en speelde zo voor het eerst in de geschiedenis in de derde klasse. In 1949 ging de club in de Bezirksklasse spelen, de latere 2. Amateurliga. Na een aantal jaren daar te spelen promoveerde de club in 1957 naar de hoogste amateurklasse. Echter kon de club het behoud niet verzekeren en de club degradeerde en twee jaar later kwam daar nog een nieuwe degradatie bij. Na één seizoen promoveerde de club weer en nam dan vier keer op rij deel aan de eindronde om promotie, maar kon niet doorzetten. In 1965 werden de Gruppenligen als vierde klasse ingevoerd in het systeem, net onder de Hessenliga, en ondanks dat de club altijd in de bovenste helft eindigde slaagden ze er pas in 1974 in om te promoveren. Twee jaar lang speelde de club in een reeks met clubs als FSV Frankfurt, KSV Hessen Kassel en VfR Bürstadt en degradeerde dan voorgoed uit de hoogste amateurklasse. Tot 1986 speelde de club nog in de Gruppenliga, later Landesliga en degradeerde dan naar de Bezirksliga. In 1993, één jaar voor het honderdjarig bestaan degradeerde de club nog verder. De club kon weer promoveren maar zakte daarna weg naar de Kreisliga. Intussen kon de club weer terugkomen en promoveerde in 2013 naar de Verbandsliga, waar de club tot 2015 speelde. 

## Erelijst
Kampioen Hessen-Hannover
1917, 1921, 1926